# Tiago Marques Rezende
Tiago Marques Rezende (sinh ngày 3 tháng 3 năm 1988 ở Jataí), còn được biết với tên Tiago Marques, là một cầu thủ bóng đá Brasil thi đấu cho Jeju United ở vị trí tiền đạo.

## Thống kê sự nghiệp
Tính đến 10 tháng 6 năm 2017
| Câu lạc bộ          | Mùa giải            | Giải vô địch        | Giải vô địch | Giải vô địch | Giải bang | Giải bang | Cúp  | Cúp | Conmebol | Conmebol | Khác | Khác | Tổng | Tổng |
| Câu lạc bộ          | Mùa giải            | Hạng đấu            | Trận         | Bàn          | Trận      | Bàn       | Trận | Bàn | Trận     | Bàn      | Trận | Bàn  | Trận | Bàn  |
| ------------------- | ------------------- | ------------------- | ------------ | ------------ | --------- | --------- | ---- | --- | -------- | -------- | ---- | ---- | ---- | ---- |
| XV de Piracicaba    | 2007                | Paulista A3         | —            | —            | 3         | 0         | —    | —   | —        | —        | 2    | 0    | 5    | 0    |
| Comercial           | 2011                | Paulista A2         | —            | —            | —         | —         | —    | —   | —        | —        | 14   | 1    | 14   | 1    |
| Comercial           | 2012                | Paulista            | —            | —            | 1         | 0         | —    | —   | —        | —        | —    | —    | 1    | 0    |
| Comercial           | Subtotal            | Subtotal            | —            | —            | 1         | 0         | —    | —   | —        | —        | 14   | 1    | 15   | 1    |
| Ferroviária         | 2012                | Paulista A2         | —            | —            | 10        | 3         | —    | —   | —        | —        | 16   | 5    | 26   | 8    |
| Atlético Sorocaba   | 2013                | Paulista            | —            | —            | 17        | 3         | —    | —   | —        | —        | —    | —    | 17   | 3    |
| Grêmio Barueri      | 2013                | Série C             | 16           | 6            | —         | —         | —    | —   | —        | —        | —    | —    | 16   | 6    |
| Ferroviária         | 2014                | Paulista A2         | —            | —            | —         | —         | —    | —   | —        | —        | 8    | 2    | 8    | 2    |
| Ferroviária         | 2016                | Paulista            | —            | —            | 10        | 2         | 4    | 3   | —        | —        | —    | —    | 14   | 5    |
| Ferroviária         | 2017                | Paulista            | —            | —            | 14        | 5         | 1    | 1   | —        | —        | —    | —    | 15   | 6    |
| Ferroviária         | Subtotal            | Subtotal            | —            | —            | 24        | 7         | 5    | 4   | 0        | 0        | 8    | 2    | 37   | 13   |
| Botafogo–SP         | 2016                | Série C             | 7            | 2            | —         | —         | —    | —   | —        | —        | —    | —    | 7    | 2    |
| Juventude           | 2017                | Série B             | 6            | 4            | —         | —         | —    | —   | —        | —        | —    | —    | 6    | 4    |
| Tổng cộng sự nghiệp | Tổng cộng sự nghiệp | Tổng cộng sự nghiệp | 29           | 12           | 55        | 13        | 5    | 4   | 0        | 0        | 40   | 8    | 129  | 37   |

1. 1 2 3 4  Tất cả số lần ra sân ở Copa Paulista